# Behold… The Arctopus
A Behold… The Arctopus amerikai avantgárd/progresszív/technikás death metal zenekar.

## Története
2001-ben alakult meg Brooklynban. Colin Marston és Mike Lerner gitárosok alapították. Demójukat We Need a Drummer címmel adták ki; a cím utalás arra, hogy a zenekarnak abban az időben még nem volt dobosa, ezért a demón dobgépet használtak. Charlie Zeleny dobos a demó kiadása után csatlakozott a zenekarhoz. Első nagylemezük 2007-ben jelent meg. Zeleny 2008-ban bejelentette, hogy kilép az együttesből, helyére Weasel Walter került 2009-ben. Instrumentális zenét játszanak.

## Diszkográfia
- Skullgrid (2007)
- Horrorscension (2012)
- Cognitive Emancipation (2016)
- Hapeleptic Overtrove (2020)[3]

## Egyéb kiadványok
- We Need a Drummer (demó, 2002)
- Arctopocalypse Now... Warmageddon Later (EP, 2003)
- Nano-Nucleonic Cyborg Summoning (EP, 2005)
- Behold the Arctopus / Orthrelm split (2006)
- Memphis 3-6-06 (DVD, 2007)